# Tinda vitalisi
Tinda vitalisi är en tvåvingeart som beskrevs av Enrico Adelelmo Brunetti 1924. Tinda vitalisi ingår i släktet Tinda och familjen vapenflugor.
Artens utbredningsområde är Laos. Inga underarter finns listade i Catalogue of Life.